# Relaciones Ucrania-Venezuela
Las relaciones Ucrania-Venezuela se refieren a las relaciones internacionales que existen entre Ucrania y Venezuela.

## Historia
En 2014 Venezuela fue uno de los once países en votar en contra de la resolución 68/262 de la Asamblea General de las Naciones Unidas, aprobada el 27 de marzo como respuesta a la crisis de Crimea, que afirmó el compromiso de las Naciones Unidas para reconocer a Crimea como parte de Ucrania, rechazando el referéndum sobre el estatus político.
Ucrania desconoció los resultados de las elecciones presidenciales de Venezuela de 2018, donde Nicolás Maduro fue declarado como ganador.[cita requerida] En 2019, durante la crisis presidencial de Venezuela, Ucrania reconoció a Juan Guaidó como presidente de Venezuela.
Durante la Invasión rusa de Ucrania el gobierno de Nicolás Maduro se posicionó a favor de Rusia y en detrimiento de Ucrania.